# Jan I. z Braganzy
Jan I. z Braganzy (1543, Alentejo – 22. února 1583, Vila Viçosa) byl mimo jiné 6. vévodou z Braganzy a 1. vévodou z Barcelos. Je znám tím, že prosazoval nároky své manželky, infantky Kateřiny, na portugalský trůn.

## Život
V roce 1563 se dvacetiletý Jan oženil se svou o oři roky starší sestřenicí Kateřinou, dcerou Eduarda, vévody z Guimarães, a Isabel z Braganzy (Janovy tety).
Po katastrofické bitvě u Alcácer Quibir, v níž zemřel bezdětný portugalský král Sebastián I., se stal králem kardinál Jindřich. Protože byl již starý a neměl žádné legitimní děti, došlo ještě před jeho smrtí k dynastické krizi. Vévoda z Braganzy podporoval nároky své manželky na trůn (byla vnučkou krále Manuela I. Porugalského). Španělský král Filip II. ze španělské větve Habsburků se jej pokusil podplatit, aby opustil manželčiny nároky, a nabídl mu brazilské vicekrálovství, post velmistra Kristova řádu, licenci na každoroční posílání osobní lodi do Indie a sňatek jeho nejstaršího syna Teodósia s jednou ze svých dcer (buď s Isabelou Klárou Evženií, nebo Kateřinou Michaelou). Vévoda z Braganzy, ovlivněný svou manželkou, však návrh odmítl.

## Portugalská nástupnická krize
Po smrt krále-kardinála v roce 1580 vévoda doprovázel guvernéry království do Lisabonu a Setúbalu ve snaze zajistit uznání nároku své manželky, ale nakonec se vzdal a přijal vládu Filipa II. (jako portugalský král Filip I.) Ve válce o nástupnictví, která následovala, byl v bitvě u Alcântary poražen portugalský král Antonín a Filip II. vstoupil do Portugalska. Byl jako nový král potvrzen cortesy v Tomaru a Jan na stejném stavovském zasedání obsadil post konstábla.
Když král Filip odjel do Španělska, udělil post konstábla království Janovu dědici Teodósiovi, titul markýze (Flexilla-Xarandilla) jeho druhému synovi Eduardovi a mnohá další privilegia třetímu synovi Alexandrovi, který byl předurčen k církevní kariéře. Potvrdil Janův titul Jeho Excelence a práva kancléřství.
Jan zemřel 22. února 1583 ve Vila Viçosa asi ve věku 40 let.

## Manželství a potomci
Jan měl se svou manželkou Kateřinou Portugalskou deset dětí:
- Marie z Braganzy (27. ledna 1565 – 30. dubna 1592)
- Serafina z Braganzy (20. května 1566 – 6. ledna 1604), ⚭ 1594 Juan Fernandez Pacheco (20. prosince 1563 – 5. května 1615), 5. vévoda z Escalony, 5. markýz z Villeny a 5. hrabě z Xiqueny
- Teodósio II. z Braganzy (28. dubna 1568 – 29. listopadu 1630), 7. vévoda z Braganzy, ⚭ 1603 Ana de Velasco y Girón (12. března 1585 – 7. listopadu 1607)
- Eduard z Braganzy (21. září 1569 – 27. května 1627)
- Alexandr z Braganzy (17. září 1570 – 11. září 1608), arcibiskup z Évory
- Querubina z Braganzy (11. března 1572 – 11. března 1580)
- Angelika z Braganzy (8. června 1573 – 9. října 1576)
- Marie z Braganzy (*/† 8. června 1573)
- Isabela z Braganzy (13. listopadu 1578 – 12. ledna 1582)
- Filip z Braganzy (17. listopadu 1581 – 27. září 1608)